# ハムディ・アル＝マスリ
ハムディ・アル＝マスリ（アラビア語: حمدي المصري、1983年4月7日 - ）は、シリアのサッカー選手。シリア代表。ポジションはDF。

## 代表歴
2010年に代表初出場。2016年3月29日に行われた2018 FIFAワールドカップ・アジア2次予選の日本代表戦では、香川真司の上げたクロスが体に当たり、オウンゴールを献上してしまった。

## 個人成績
代表での得点一覧
| #  | 日附          | 場所                                         | 対戦相手 | 得点 | 結果 | 大会     |
| -- | ------------- | -------------------------------------------- | -------- | ---- | ---- | -------- |
| 1. | 2015年3月26日 | アンマン・キング・アブドゥッラー・スタジアム | ヨルダン | 1–0  | 1–0  | 親善試合 |

## タイトル

### クラブ
アル・ショルタ・バグダード
- イラク・プレミアリーグ: 2013-14

### 個人
- アル・ショルタ・バグダードシーズン最優秀選手: 2013-14